# أكيرا نيشيمورا
أكيرا نيشيمورا (باليابانية: 西村朗 ) (و. 1953  م) هو موزع (موسيقى)، وملحن، وعالم موسيقى ياباني، ولد في أوساكا.

## التعليم
تعلم في جامعة طوكيو للفنون.

## روابط خارجية
- أكيرا نيشيمورا على موقع ميوزك برينز (الإنجليزية)
- أكيرا نيشيمورا على موقع أول ميوزيك (الإنجليزية)
- أكيرا نيشيمورا على موقع ديسكوغز (الإنجليزية)